# 莫陶
莫陶（？—？），字柳眉，號綠巖，廣東定安（今海南）人，清朝政治人物，进士出身。
雍正五年（1727年）登丁未科进士，授四川铜梁縣知县。